# Jan III Rizocopo
Jan III Rizocopo – egzarcha Rawenny w latach 710-711.
Za jego krótkich rządów miała miejsce ekspedycja karna przeciw Rawennie z rozkazu cesarza Justyniana II.